# Josef Worel
Josef Worel (4. prosince 1857 Praha – 1950 Moravské Budějovice) byl český lékař.

## Biografie
Josef Worel se narodil v roce 1857 v Praze do rodiny poštovního sluhy Jana Worla a jeho manželky Marie, rozené Stoberové. V roce 1885 přišel do Moravských Budějovic jako železniční lékař. V roce 1886 se oženil s Amalii Kneslovou. V roce 1899 přednesl návrh pro založení střední školy v Moravských Budějovicích, posléze se o školu zasloužil ve spolupráci s Jaroslavem Palliardim a dalšími národními buditeli z Moravských Budějovic, gymnázium pak bylo zřízeno v roce 1911. Působil také jako předseda spolku Sokol a také jako župní knihovník a poskytnul tak v roce 1898 možnost půjčovat knihy i pro občany z okolních vesnic. V roce 1922 založil spolek pro postavení okresní nemocnice v Moravských Budějovicích. Jako městský lékař pracoval v Moravských Budějovicích až do roku 1926.
Roku 1934 byl jmenován čestným občanem města Moravské Budějovice. V září 1946 oslavil diamantovou svatbu, bylo také zmíněno, že byť se mu nepovedlo postavit okresní nemocnici, tak jeho tchán Jaroslav Čech se snaží z pozice předsedy okresního národního výboru založit v Moravských Budějovicích aspoň Dům zdraví.